# 普林斯頓 (愛達荷州)
普林斯頓（英語：Princeton）是位於美國愛達荷州拉塔縣的一個人口普查指定地區。

## 地理
普林斯頓的座標為46°54′51″N 116°50′03″W / 46.91417°N 116.83417°W，而該地最高點為海拔高度767米（即2516英尺）。

## 人口
根據2010年美國人口普查的數據，普林斯頓的面積為1.66平方千米，當中陸地面積為1.65平方千米，而水域面積為0.01平方千米。當地共有人口148人，而人口密度為每平方千米89.16人。